# Мажоритарная демократия
Мажорита́рная демокра́тия — режим, в котором политические партии сменяют друг друга, а правящая коалиция формируется по принципу большинства. В нём нет места для противников. Пример — Нидерланды, Великобритания. Ближе гомогенным обществам.
Для данной модели демократии характерно:
1. Принцип — победителю всё: в руках одной партии правительство. Кабинет министров имеет поддержку в парламенте.
2. Слияние исполнительной и законодательной власти.
3. Конкуренция между политическими партиями: рано или поздно одна сменит другую.
4. Централизованное правительство.
5. Парламент суверенен: никто не ограничивает его полномочия.
6. Диспропорция в палатах — асимметрия двухпалатной системы: нижняя палата главнее (в Великобритании полномочия Палаты общин обширнее, чем Палаты лордов).
7. Гибкая конституция: законодательство не сведено в единый кодекс.
8. Отсутствует институт прямой демократии, нет референдумов.
9. Центральный банк контролируется представителями политической партии, которая находится у власти.